# Євстратій (Подольський)
Євстра́тій (Поді́льський), єпи́скоп Сумськи́й і Охти́рський (Подольський; 1887, Єлизаветградка — 30 липня 1972, Суми) — архієрей Українського екзархату Російської православної церкви. Хіротонізований у єпископа 1949 року. Очолював Кіровоградську єпархію та Сумську єпархію Українського екзархату.

## Біографія

### Юність
Сергій Подільський народився у 1887 році у селі Єлизаветградка Херсонської губернії у родині священика.
У 1909 році закінчив Одеську духовну семінарію.
У 1910-1919 роках наглядач і викладач духовного училища в селі Єлизаветградка.

### Початок служіння
Був рукоположений на священика й служив у Кіровоградській та Одеській єпархії.
З 1945 по 1949 рік був священиком кафедрального собору на честь Різдва Пресвятої Богородиці у Кіровограді і єпархіальним секретарем Кіровоградської єпархії.

### Архієрейське служіння
Указом Святійшого Патріарха і Священного Синоду від 21 жовтня 1949 архімандрит Євстратій призначений єпископом Кіровоградським, вікарієм Херсонським і Одеським до доручення йому управління Кіровоградсько-Миколаївською єпархією.
Хіротонія була здійснена 20 листопада 1949 у місті Києві. Чин хіротонії здійснювали: Святійший Патріарх Московський Алексій Ридигер, митрополит Київський і Галицький Іоанн (Соколов), єпископ Херсонський і Одеський Никон (Петін), єпископ Уманський Іларіон (Кочергін).
17 березня 1950 затверджений єпархіальним єпископом з новим для РПЦ титулом Кіровоградський і Миколаївський. Проте у місті затримався недовго. З 27 грудня 1951 він уже єпископ Сумський і Охтирський.
З 13 липня (за іншими даними 1 травня) 1958 пішов на спочинок, офіційно — через хворобу. Проживав у місті Суми, де постійно відвідував служби в Іллінському храмі.
Помер 30 липня 1972. Похований недалеко від вівтарної абсиди Петропавлівського цвинтарного храму.

### Сайти
- (рос.) Евстратий (Подольский)